# ارث (فیلم ۲۰۲۵)
ارث (انگلیسی: Inheritance) یک فیلم اکشن و جاسوسی آمریکایی به کارگردانی نیل برگر با بازی فیبی داینور و ریس ایفانز است. این فیلم در تاریخ ۲۴ ژانویه ۲۰۲۵ در سینماها اکران شد.

## داستان
یک زن جوان پس از اینکه متوجه می‌شود پدرش جاسوس است، درگیر یک توطئه بین‌المللی می‌شود.

## ساخت
فیلمبرداری در شهر نیویورک، دهلی، سئول و قاهره در سال ۲۰۲۳ انجام شد.

## بازخوردها
- در وب‌سایت جمع‌آوری نقد راتن تومیتوز از رایذ۴۶ نقد منتقد، با میانگین امتیاز ۵٫۷ از ۱۰ مثبت است.
- در متاکریتیک که از میانگین وزنی استفاده می‌کند، بر اساس ۱۲ منتقد، امتیاز ۵۵ از ۱۰۰ را به فیلم اختصاص داده است که نشان دهنده نقدهای «مختلط یا متوسط» است.[۴]
- در آخر هفته افتتاحیه فیلم ۱۲۴٫۸۱۷ دلار درآمد داشت.[۵][۶][۷]